# Koko der Clown
Koko der Clown war die erste von Max Fleischer entworfene Zeichentrickfigur. Koko, auch Ko-Ko geschrieben, hatte seinen ersten Auftritt in der US-amerikanischen Trickfilmreihe Out of the Inkwell im Jahre 1919 und wurde mit Hilfe der von Fleischer entwickelten Rotoskopie animiert.

## Kinofilmreihe
Max Fleischer hatte das Rotoskopieverfahren 1914 entwickelt. Für erste Experimente filmte er seinen Bruder Dave in einem Clownskostüm und entwickelte aus diesen realen Aufnahmen den Animationsfilm Experiment No. 1. Als Max und Dave Fleischer einen Vertrag bei John R. Bray erhielten, produzierten sie ab 1919 die Reihe Out of the Inkwell, in denen Koko mit einer realen Umgebung interagierte. Für gewöhnlich begannen diese Filme mit Max Fleischer am Zeichentisch stehend, der Koko auf ein leeres Blatt Papier malte, woraufhin Koko dann „lebendig“ wurde und von dem Papier zu entfliehen versuchte. Meistens heckte Koko dann Streiche gegen seinen Meister aus oder erkundete die Realwelt.
Der Erfolg der Out of the Inkwell-Cartoons führte dazu, dass die Fleischer Brüder sich selbständig machten und 1921 ihr erstes Filmstudio gründeten. Koko blieb der Star der Fleischer Studios, damals Inkwell Studios, und stand im Mittelpunkt weiterer technischer Entwicklungen der Brüder. 1924 begann eine neue Reihe von Ko-Ko Song Car-tunes, die zu den ersten öffentlich vorgeführten Tonfilmen der Filmgeschichte gehörten, drei Jahre vor The Jazz Singer und vier Jahre vor dem Mickey-Mouse-Film Steamboat Willie. Da aber die wenigsten Kinos über elektrische Lautsprecher verfügten, blieben diese Filme recht erfolglos und die Fleischers stellten diese Reihe 1926 wieder ein.
1927 erhielt Koko mit den Inkwell Imps eine neue Reihe und mit dem Hund Fitz einen Partner, der später unter dem Namen Bimbo in anderen Fleischer Cartoons Karriere machte. Diese Serie lief bis 1929, als die Fleischer Studios sich erneut dem Tonfilm zuwandten.
In den neuen Talkartoons entwickelte sich Betty Boop zum neuen Star, doch 1931 wurde Koko wieder reaktiviert und trat in einigen Filmen zusammen mit Betty Boop auf. Der wohl bekannteste Film aus dieser Zeit ist Snow-White aus dem Jahr 1933, in dem der Jazz-Sänger Cab Calloway Koko seine Stimme lieh und den St. James Infirmary Blues sang. Mitte der 1930er-Jahre wurden Kokos Auftritte immer seltener, und nachdem Paramount Pictures im Jahre 1942 die Fleischer Studios aufgekauft hatten, wurde 1949 der endgültig letzte Kurzfilm mit Koko für das Kinoprogramm produziert.

## Ausstrahlung im Fernsehen
Im Jahr 1955 begann die Ausstrahlung der alten Fleischer Cartoons im US-amerikanischen Fernsehen, wodurch das Interesse an Koko wieder stieg und dazu führt, dass 1961 neue Episoden Out of the Inkwell für das Fernsehprogramm produziert wurden.